# امامزاده اسدالدهر
امامزاده اسدالدهر مربوط به دوره صفوی است و در شهرستان جهرم، داخل شهر واقع شده و این اثر در تاریخ ۱۰ دی ۱۳۸۱ با شمارهٔ ثبت ۶۷۸۸ به‌عنوان یکی از آثار ملی ایران به ثبت رسیده است.